# Abrar Alvi
Abrar Alvi (Hindi: अबरार अलवी, Abarār Alavī; * 19. Juli 1927; † 18. November 2009 in Mumbai) war ein indischer Dialog- und Drehbuchautor, der insbesondere durch seine Zusammenarbeit mit dem Regisseur Guru Dutt bekannt wurde. Bei einem Film führte er auch Regie.

## Leben
Alvi begann seine Arbeit beim Film 1953 als Hilfskraft bei den Dreharbeiten zu Guru Dutts Baaz. Der Regisseur wurde auf ihn aufmerksam und übertrug ihm das Verfassen der Dialoge für Aar Paar (1954). Seitdem war Alvi Dutts regelmäßiger Autor der Filmdialoge. Für Kaagaz Ke Phool (1959) schrieb Alvi sein erstes Drehbuch. Nach dem Misserfolg dieses Films wurde die Regie des nächsten von Guru Dutt produzierten Films Sahib Bibi Aur Ghulam (1962) unter dem Namen Abrar Alvis veröffentlicht. Filmhistoriker gehen jedoch aufgrund des filmischen Stils davon aus, dass auch hier ausschließlich Guru Dutt Regie geführt hat. Alvi selbst reklamiert die Regie für sich, Guru Dutt habe jedoch Regie bei den Filmsongs geführt. Der Film war Wettbewerbsbeitrag der Berlinale 1963 und Indiens Kandidat für eine Oscar-Nominierung. Alvi wurde mit einem Filmfare Award für die beste Regie ausgezeichnet.
Nach dem Tode Dutts im Jahr 1964 setzte Alvi seine Autorentätigkeit bis in die späten 1980er Jahre fort. Seine wichtigste Arbeit dieser Phase war die Ko-Autorenschaft mit Gulzar für die Dialoge in Harnam Singh Rawails Sangharsh (1968).

## Filmografie
- 1954: Aar Paar
- 1955: Mr. & Mrs. ’55
- 1957: Pyaasa
- 1959: Kaagaz Ke Phool
- 1962: Sahib Bibi Aur Ghulam
- 1962: Professor
- 1966: Baharen Phir Bhi Aayengi
- 1966: Suraj
- 1967: Chhotisi Mulaqat
- 1968: Sangharsh
- 1968: Shikar
- 1968: Saathi
- 1969: Prince
- 1974: Manoranjan
- 1974: Do Phool
- 1976: Laila Majnu
- 1976: Bairaag
- 1976: Sabse Bada Rupaiya
- 1979: Hamare Tumhare
- 1981: Biwi O Biwi
- 1981: Khuda Kasam
- 1985: Patthar Dil
- 1988: Janam Janam
- 1995: Guddu – Eine Liebe mit Hindernissen (Guddu)